# Зовнішня політика Придністровської Молдавської Республіки
Придністровська Молдавська Республіка визнана трьома невизнаними державами і є членом організації «За демократію і права народів», яка створена  Абхазією, Південною Осетією і самим Придністров'ям.

## Дипломатичні відносини

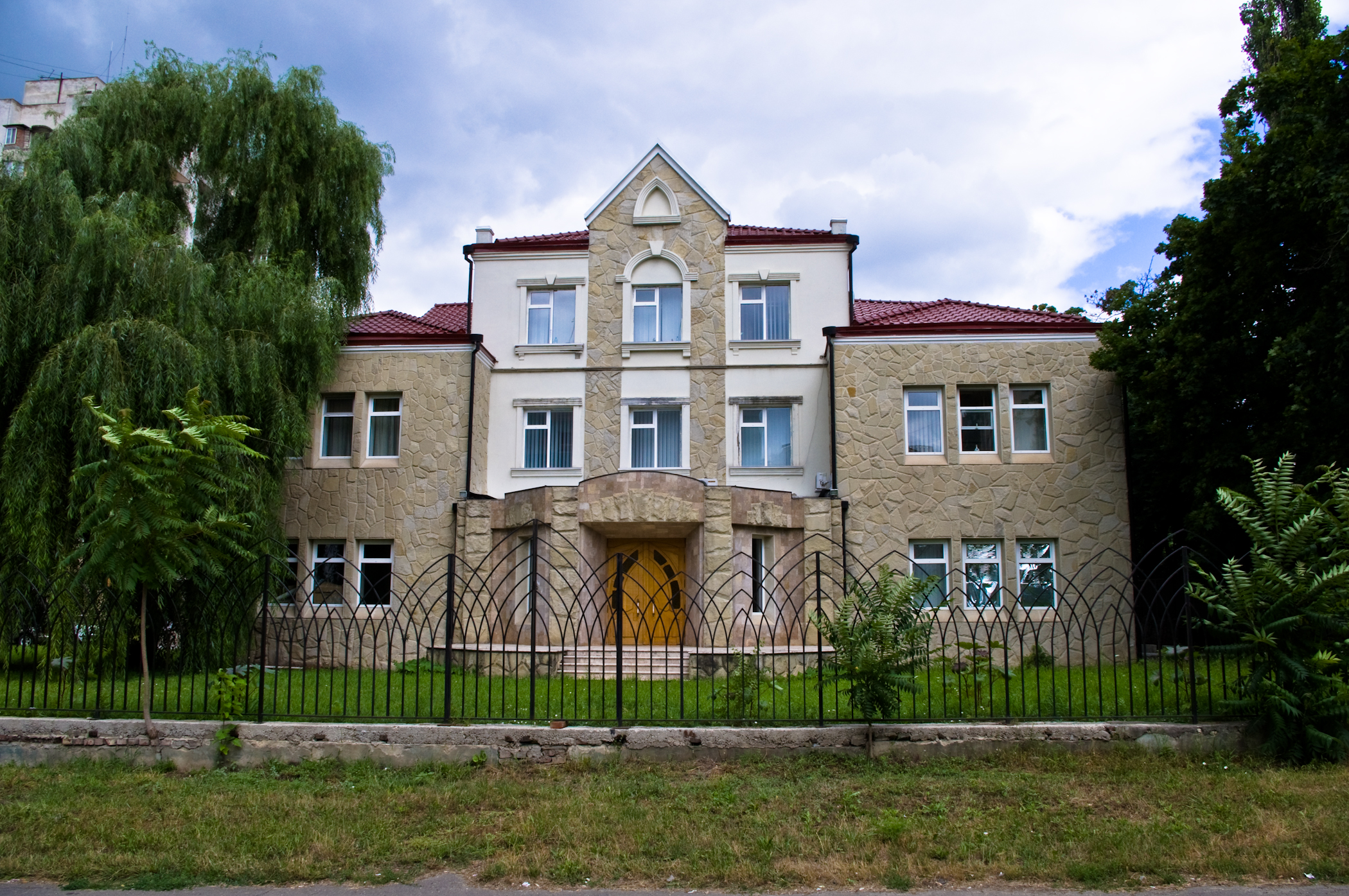
Міністерство закордонних справ ПМР

ПМР з Абхазією, Південною Осетією і Нагірно-Карабахської Республікою взаємно визнають один одного.
РФ підтримує консульство в ПМР, але не визнала її. Під час візиту до Києва, тодішній президент Дмитро Медведєв заявив, що підтримує «особливий статус» для Придністров'я і визнав «важливу стабілізуючу роль російської армії.

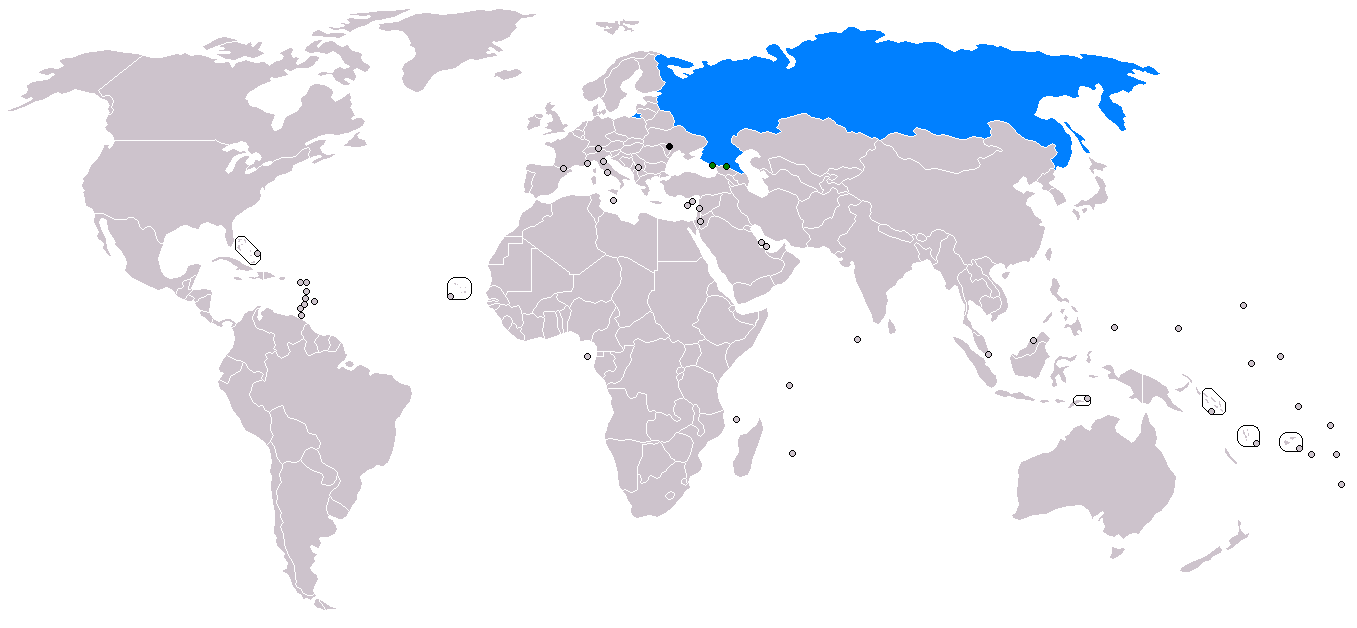
Дипломатичне визнання і відносини
Дипломатичне визнання
Дипломатичне представництво без дипломатичних відносин і визнання

### Визнають ПМР
| Держава            | Дата визнання                  | Примітка         |
| ------------------ | ------------------------------ | ---------------- |
| Республіка Абхазія | 22 січня 1993 року або раніше  | Взаємне визнання |
| Південна Осетія    | 12 жовтня 1994 року або раніше | Взаємне визнання |